# Nailja Giljazova
Nailja Fajzrachamanovna Giljazova (Kazan', 2 gennaio 1953) è un'ex schermitrice sovietica, vincitrice di una medaglia d'oro ed una d'argento nella scherma ai giochi olimpici.